# Ragmad Amatstam
Ragmad Amatstam (Koewarasan, 11 mei 1949 - Rotterdam, 24 januari 2011) was een Surinaams pop-Jawa-zanger. Hij bracht meerdere platen uit en zong solo en in verschillende bands. In 1970 won hij het Nationale Songfestival. Begin jaren tachtig vertrok hij naar Nederland en sinds 1986 maakte hij deel uit van de band Rupia. Zijn bekendste nummers zijn Hallo Paramaribo, Troe troe lobi en Lobi Sranan (Libi kon tranga now).

## Biografie

### Kindertijd
Amatstam werd geboren in Koewarasan ten zuiden van Lelydorp. Hij zong vaak met zijn zus Djoewar en ze zongen met hun opa die hen begeleidde op een Indonesisch soort gitaar. Zijn zusje Aidah en broertje Maroef zijn een groot aantal jaren jonger en waren toen nog niet geboren. Toen zijn vader bij Billiton kwam te werken, vertrok het gezin uit Koewarasan.

### Suriname en Spanje
Hij werkte inmiddels in het onderwijs, toen hij in 1967 met vrienden The Horrors formeerde. Broeder Kotawi van Billiton bracht de groep in contact met Frits Pengel van de STVS. Het was echter Ramon de Freitas die hem feitelijk ontdekte. De Freitas werd zijn manager en de muziek werd voor hem een serieus vak waarvoor hij naar Paramaribo verhuisde. In 1969 trad hij toe tot Combo 5 van Roland Jong Tjien Fa en ze gaven optredens op locaties als Het Park, Torarica en de Vereniging Officiers Sociëteit (VOS). Met twee liedjes van Tom Jones won hij in 1970 het Nationale Songfestival. Vervolgens speelde hij vanaf 1971 voor de Matjans en vanaf 1975 voor TDM.
In 1976 sloot hij zich aan bij de Cheeraz HouseBand, waarmee hij een jaar later een tour door Spanje maakte. Sindsdien groeide zijn bekendheid in Europa. Van het label Disco Amigo van de Surinaamse familie Giskus kreeg hij de uitnodiging om een elpee op te nemen. Dit werd Hallo Paramaribo dat hij in 1979 uitbracht en waarvor hij onder meer zijn hit Troe troe lobi in Rotterdam schreef. Bij het nummer Tja ayu (Mooi meisje) werd hij geholpen door een vriend omdat hij zelf geen Javaans sprak; later leerde hij zich dat een beetje.

### Nederland, Rupia
In 1986 richtte hij in Nederland met een aantal vrienden de formatie ROEPIA op als acroniem van de leden Ragmad, Oesje Soekatma, Eddy Assan, Pasaribu, Igi en Ardjiet. Nadat er allerlei wisselingen waren geweest, gingen ze verder als Rupia. Naast Rupia zong hij solo en met andere artiesten, waaronder in Paradiso in Amsterdam met bekende landgenoten als Edgar Burgos (Bugru), Gerda Havertong, Jörgen Raymann, Max Nijman en Oscar Harris.
In 1994 schreef hij het nummer Lobi Sranan, ook bekend onder de naam Libi kon tranga now. Hij baseerde het op zijn ervaring in het ziekenhuis waar op dat moment zijn vader lag en waar hijzelf als kind had gelegen. Uit zijn tijd als kind herinnerde hij zich een net ziekenhuis en vriendelijke Nederlandse zusters, terwijl zijn vader in een vervallen ziekenhuis lag en de patiënten daar werden afgeblaft door in zijn ogen onkundig personeel. Zijn nummer kwam in een economisch slechte tijd en raakte veel mensen die de verschillende tijden in Suriname zelf hadden ervaren.

### Laatste jaren
Rond 2005 raakte Amatstam aan een kant verlamd door een hersenbloeding. Het praten ging moeilijk en zingen ging helemaal niet. Wel hield het hem bezig of hij ooit weer zou kunnen zingen, wat zijn situatie naar zijn beleving verbeterde. Bij elkaar heeft zijn herstel een jaar geduurd. Hierbij voelde hij zich gesterkt door de aandacht en vele brieven van fans.
Op een gegeven moment besloot hij terug te keren naar Suriname. Terwijl hij zijn artiestenbureau Ragmada Entertainment in Nederland had opgezet om jonge muzikanten te stimuleren, nam hij zich voor om in Suriname nummers te blijven schrijven. Ter ere van hem brachten jonge artiesten in 2008 de muziek-dvd Tribute to Ragmad uit.
Door een samenloop van omstandigheden werd zijn terugkeer naar Suriname niet definitief. Begin 2011 werd hij 's weekends opgenomen met hartklachten en hij overleed enkele dagen later, op maandag 26 januari, in het ziekenhuis in Rotterdam. Ragmad Amatstam is 61 jaar oud geworden en liet drie kinderen achter.
Postuum kwam in 2013 zijn lied Mi lob Sranan  op nummer 8 terecht van de Srefidensi Top 38, een lijst die door een publieksjury werd gekozen ter gelegenheid van 38 jaar Surinaamse onafhankelijkheid.

## Discografie
Albums
- 1979: Hallo Paramaribo
- 1982: Mooi-mooi sanie
- 1988: Ragmad Amatstam
- 1994: Lori tori

Singles
- 1979: Troe troe lobi
- 1979: Hallo Paramaribo
- 1979: Wisdadie Botjomoe
- 1980: Real Sranan
- 1982: Pingin Kenal Koewe
- ? Oh Suriname